# 千葉寺
千葉寺（せんようじ、ちばでら）は、千葉市中央区にある真言宗豊山派の寺院。山号は海上山。本尊は十一面観世音菩薩であり、坂東三十三観音第29番札所である。
本尊真言：おん まか きゃろにきゃ そわか
ご詠歌：千葉寺へ詣る吾が身もたのもしや 岸うつ波に船ぞうかぶる

## 歴史

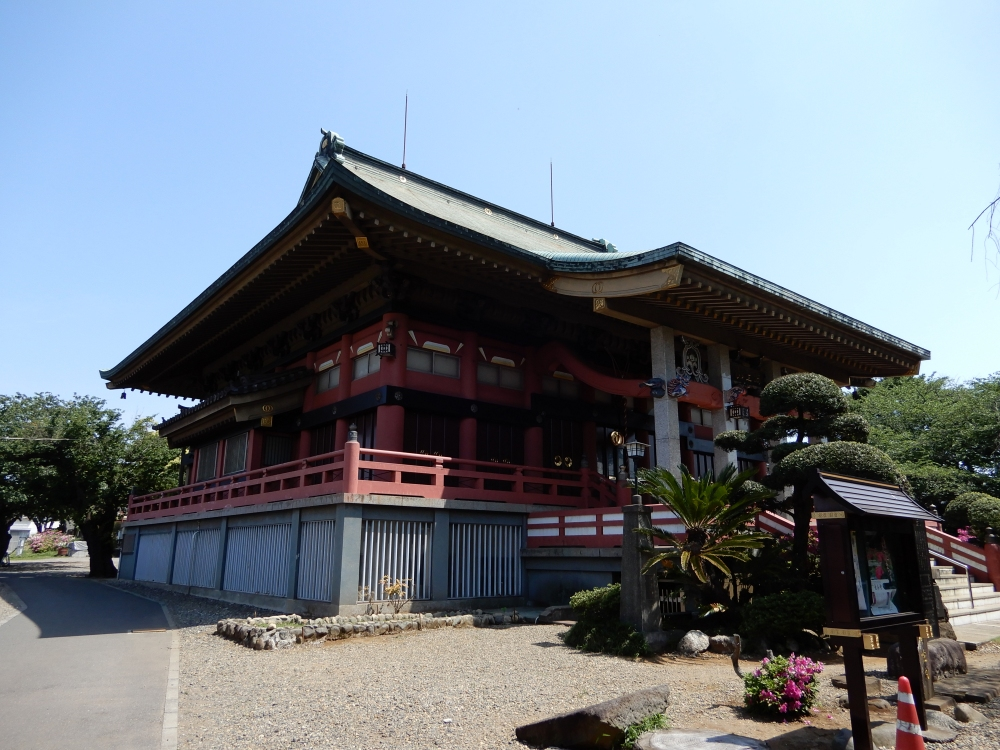
本堂

寺伝によれば、709年（和銅2年）、この地を訪れた東国巡錫中の行基が十一面観音を安置したのに始まり、聖武天皇の命により千葉寺と称したという。1160年（永暦元年）に堂宇を焼失している。千葉氏の居城である亥鼻城（千葉城）に近いことから千葉氏の祈願所となった。境内には千葉氏5守護神の一つである千葉寺の龍権（千学集抄より）、瀧蔵神社（りゅうぞうじんじゃ）がある。御祭神は海津見神。
1950年代の発掘調査で、旧寺の境内は約126メートル四方だったと推定され、奈良時代の瓦が出土していることから、永暦年間以前にはここに大伽藍があったと考えられる。山門は1841年（天保12年）に再建。観音堂は1828年（文政11年）に再建したが、第二次世界大戦の空襲で焼失し、1976年（昭和51年）に再建された。

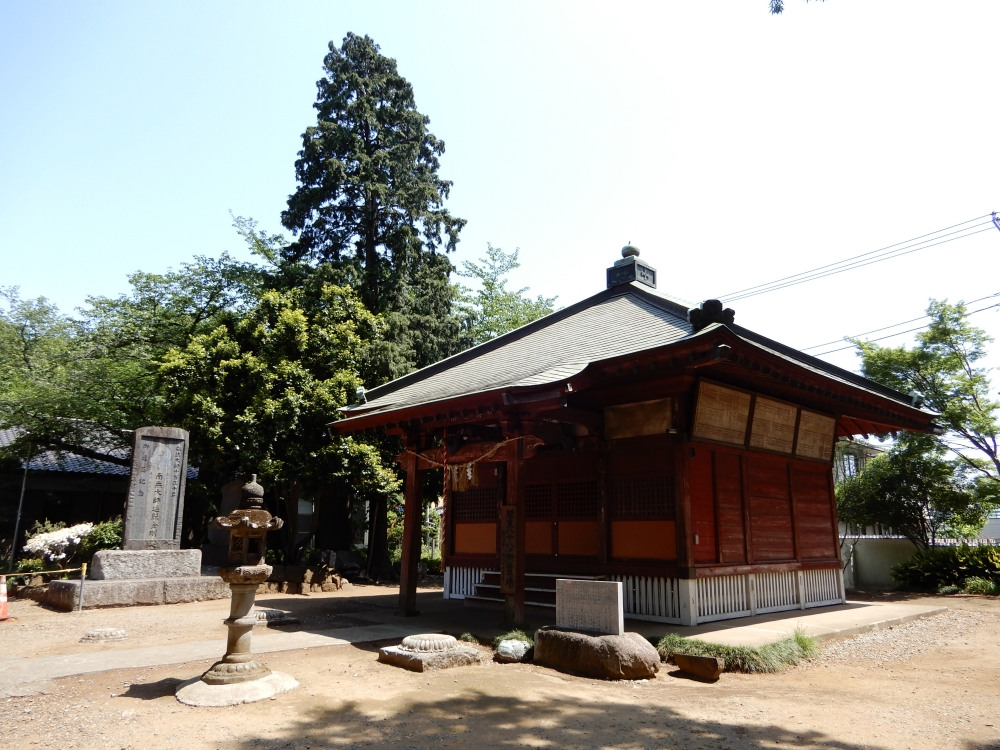
大師堂
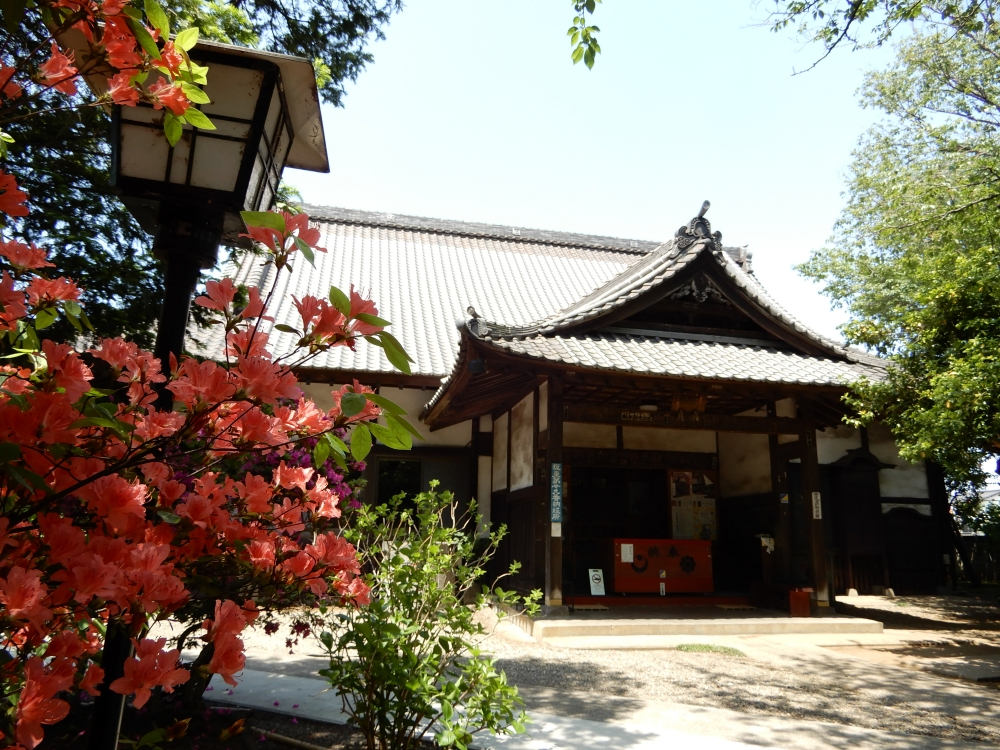
納経所
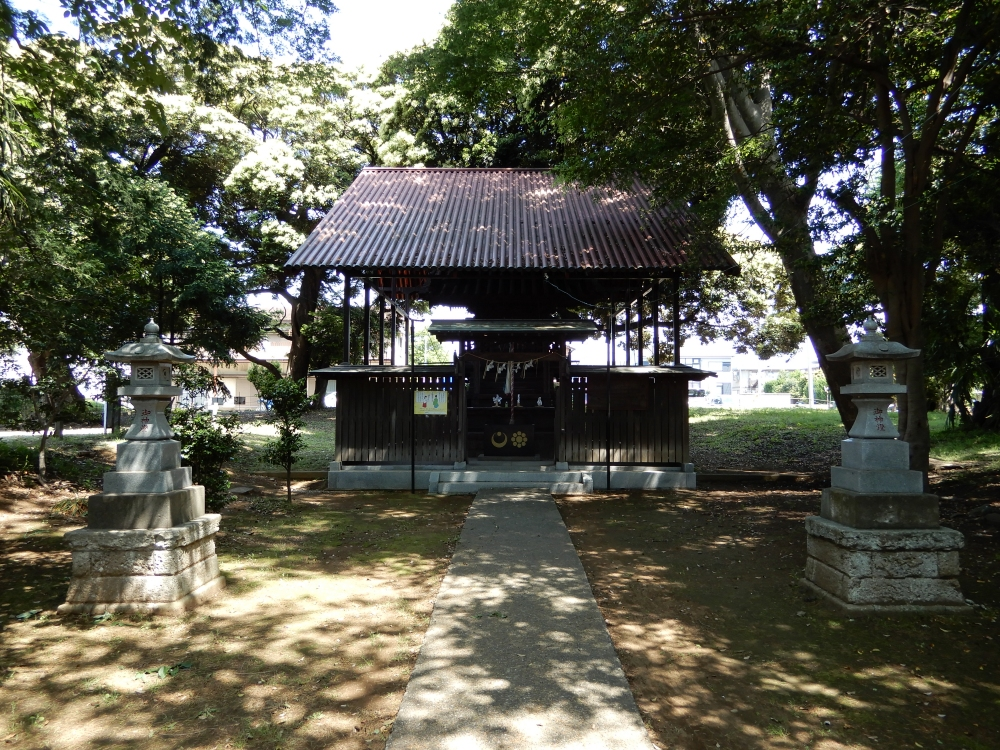
瀧蔵神社

## 文化財
千葉県指定天然記念物
- 千葉寺のイチョウ

関連文化財

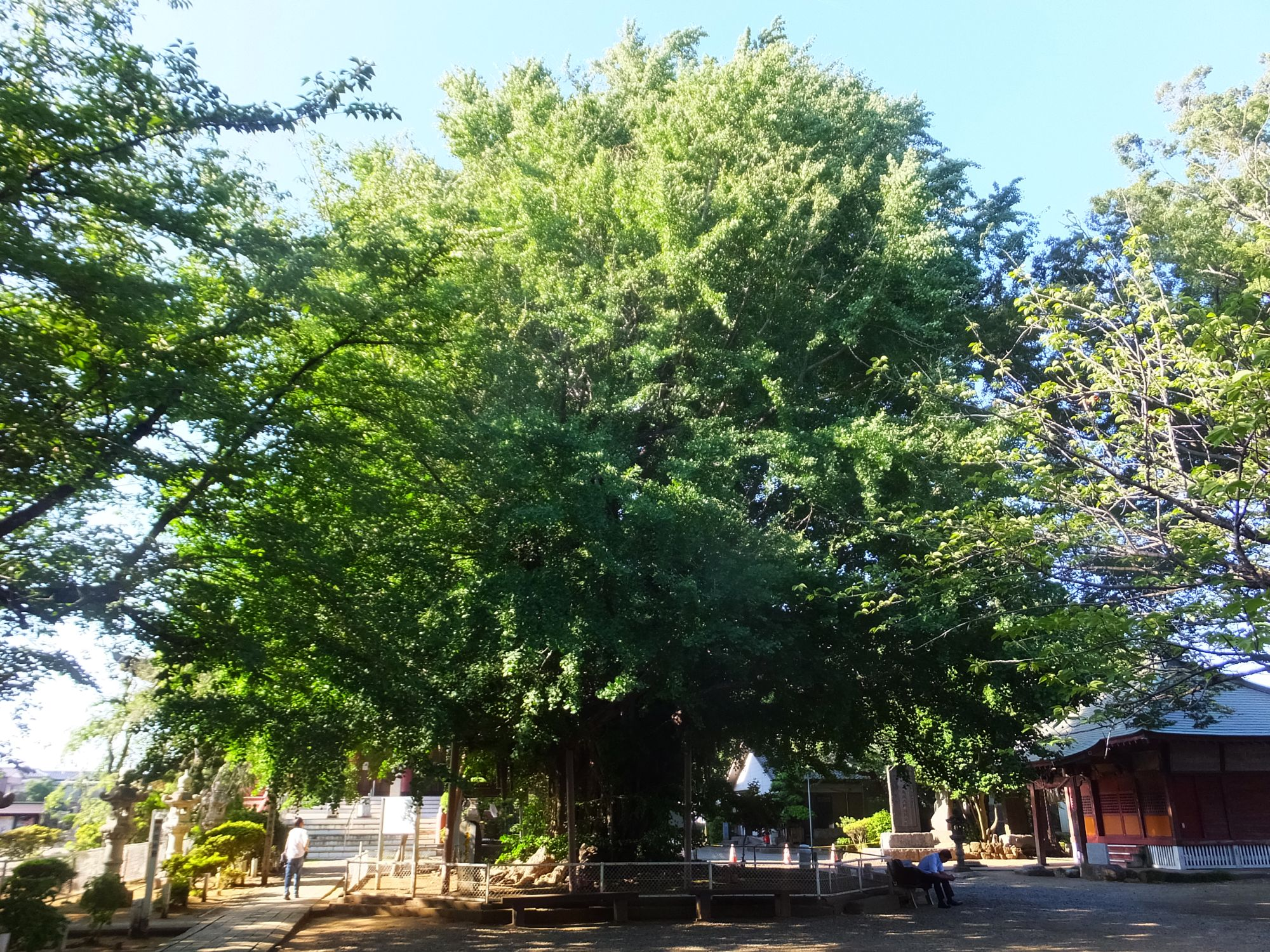
千葉寺のイチョウ

- 銅梅竹透釣燈籠（重要文化財）[6] - 「千葉寺愛染堂 天文十九年」（1550年）の銘がある。明治43年（1910年）に千葉寺東南方の竹薮から発掘されたもので、発見者から東京国立博物館に寄贈され、同館に所蔵される。

## 千葉笑
開始年代は不明であるが、江戸時代には名の知れた行事として千葉寺で行われていた奇習。類似の風習が「悪口祭」「悪態祭」として全国各地に存在する。

毎年の大晦日の深夜から元日の未明まで、面や頬かむりなど素性が分からないように仮装をして千葉寺に集い、権力者の不正や人の良くない行いなどを罵り合い、笑って年を越すという風習。徳川家康が黙認して「声の目安箱」として意見を取り入れていたともされている。この習俗を題材にし小林一茶が俳諧、岡本綺堂が戯曲を著している。高田興清の『相馬日記』にも登場している。
千葉笑い復興会・千葉笑い実行委員会ではこの伝統ある地域文化を継承するために、笑い納めや初笑いとして2010年（平成22年）度より活動している。　

## 交通
- 鉄道
  - 千葉寺駅（京成千原線）から徒歩約10分
- バス
  - 千葉駅から千葉中央バス 鎌取駅（千葉営業所）・千葉リハビリセンター・誉田駅・星久喜台経由大宮団地行、または小湊鉄道バス 淑徳大学・大巌寺行で千葉寺下車

## 前後の札所
坂東三十三観音
28 龍正院　--　29 千葉寺　--　30 高蔵寺 (木更津市)